# جون ديفيس (لاعب كرة قدم أمريكية أمريكي)
جون ديفيس (بالإنجليزية: John Davis)‏ هو لاعب كرة قدم أمريكية أمريكي، ولد في 14 مايو 1973 في جاسبر في الولايات المتحدة.

## وصلات خارجية
- جون ديفيس (لاعب كرة قدم أمريكية أمريكي) على موقع مرجع كرة القدم المحترفة.كوم (الإنجليزية)